# 691 (numero)
Seicentonovantuno (691) è il numero naturale dopo il 690 e prima del 692.

## Proprietà matematiche
- È un numero dispari.
- È un numero difettivo.
- È un numero primo.
- È parte della terna pitagorica (691, 238740, 238741).
- È un numero palindromo nel sistema di numerazione posizionale a base 23 (171).
- È un numero malvagio.

## Astronomia
- 691 Lehigh è un asteroide della fascia principale del sistema solare.
- NGC 691 è una galassia spirale della costellazione dell'Ariete.

## Astronautica
- Cosmos 691 è un satellite artificiale russo.